# Jules Keignaert
Jules Keignaert (* 15. Juni 1907 in Tourcoing; † 26. Mai 1994 in Neuville-en-Ferrain) war ein französischer Wasserballspieler.

## Karriere
Keignaert nahm an den Olympischen Spielen 1928 in Amsterdam teil. Hier erreichte er mit der französischen Nationalmannschaft den dritten Rang und sicherte sich somit Bronze.